# Acmaeops marginatus
Acmaeops marginatus es una especie de escarabajo longicornio del género Acmaeops, tribu  Lepturini. Fue descrita científicamente por Fabricius en 1781.
Se distribuye por Alemania, Austria, Bélgica, Bielorrusia, Bosnia y Herzegovina, China, Croacia, España, Estonia, Finlandia, Francia, Grecia, Italia, Lituania, Mongolia, Noruega, Países Bajos, Polonia, Rusia europea, Serbia, Eslovaquia, Suecia, Suiza, Chequia, Ucrania y Yugoslavia. Mide 7-11 milímetros de longitud. El período de vuelo ocurre en los meses de mayo, junio y julio.